# Бандурко Олександр Іванович
Олександр Іванович Бандурко (* 13 лютого 1947, Антрацит, Луганська область) — український футбольний функціонер. Перший віце-президент Федерації футболу України. Заслужений працівник фізичної культури і спорту України (2004). Орден «За заслуги» III ступеня (2006).

## Життєпис
У 1970 році закінчив Луганський педагогічний інститут ім. Т. Г. Шевченка за фахом «учитель фізичного виховання». У 1989 році закінчив Національну академію внутрішніх справ України.
Працював на комсомольській роботі та у фізично-спортивних організаціях. З 1982 року обіймав посаду заступника Київської міської ради «Динамо». Полковник внутрішніх справ у відставці.
Із дня заснування Професіональної футбольної ліги України (1996 рік) та до обрання першим віце-президентом ФФУ (у 2000) працював на посаді генерального директора ПФЛ.
Член Виконкому та Президії ФФУ. Член Комітету програм допомоги та Комісії адміністративних експертів УЄФА.
Одружений. Має двох дочок.